# R–07b Vöcsök
Az R–07b Vöcsök Rubik Ernő gépészmérnök által tervezett, alapfokú vitorlázó pilótaképzést követő gyakorló repülésre alkalmas iskola vitorlázógép.

## Története

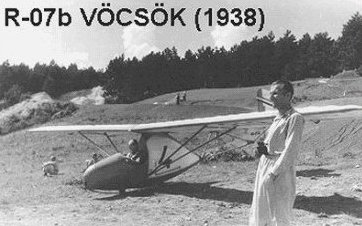

Az első repülőt Mitter Lajos készítette, építéséhez az esztergomi egyesülettől bérelt műhelyben kezdett hozzá és hat hét lefolyása alatt el is készült az R–05 jelzésű prototípussal. Az első repülésre 1937. október 1-én került sor Esztergomban, ahol több kisebb-nagyobb felszállást is végeztek vele, majd átszállították a Hármashatárhegyre az első hivatalos repülésre. Az első 25 perces felszállásra október 31.-én került sor, és az erről készült jelentésben igen kedvezően nyilatkoztak róla: "...gondosan kivitelezett gép, mely gyenge szélben is teljesen vitorlázóképes volt. A kormányok hatékonysága minden eddig repült iskolagépnél lényegesen jobb..." Az első gépet Csermely Károly Ikarus repülőiskolája számára a Danuvia Rt. azonnal meg is vásárolta és még novemberben Gödöllőre szállították és az egyesületek között is futótűzként terjedt a híre, de a híres Szahara kutató Almásy László is megrendelt belőle egy példányt az egyiptomi repülőklub számára, kissé az ottani sivatagi körülményekhez átalakítva.
1940-től az Aero Evert Kft. Esztergomi műhelyében gyártották a gépeket. A Vöcsköt az Aero Ever még 1945 után is gyártotta, majd a Sportárutermelő V. is készített belőle az OMRE megrendelésére egy sorozatot, végül 1955–1956-ban az Alagi Központi Kísérleti Üzem (AKKÜ) gyártott belőle egy 60 db-os sorozatot módosított csűrőkkel, de az üzemeken kívül számos egyesület is épített saját műhelyében Vöcsköt. Összesen végül mintegy 300 db készült el. 
Az első prototípus után a gépen még végeztek kisebb átalakításokat, miáltal kiváló iskolagép vált belőle. 20 éven keresztül használták gyakorló iskolagépként; az iskola-vitorlázási feladatok mellett a lejtő menti kiképzés idejében szívesen használták alapfokú kiképzőgépként is, majd a kétkormányos kiképzésben az első, és azt követő egyedül repülések kedvelt gépe volt. 
Sikerességét nagyban elősegítette, hogy üzemben tartása igen gazdaságos, javítása pedig egyszerű volt.
A használatból az 1960-as évek elején vonták ki végleg őket.
A Vöcsök építése során merült fel, hogy a vitorlázó kluboknál akkor még nagy mennyiségben használt, de már elavult német Zöglingek leváltására egy nyitott vezetőüléssel rendelkező alapfokú iskolagépet is kialakítsanak. Ez lett a Vöcsökkel azonos kialakítású, de nyitott ülésű R–07a Tücsök, melynek prototípusa 1938-ban készült el. A két gép törzsének több eleme (pl. a törzscsónak, háttámla, törzsív) csereszabatos.

## Érdekességek
A Vöcsök nevéhez a C vizsgákon, és az ötórás teljesítményrepüléseken kívül számos 1000 m-en felüli magassági-, sőt néhány kisebb távrepülés is fűződik, de több nemzeti alap rekordot is felállítottak vele.
- 1940-ben Vöcsökkel repülte Harmath Izabella és Czékus Erzsébet az első női nemzeti időtartamrekordokat (2 óra 30 perc, 5 óra 21 perc, végül 6 óra 3 perc).

- 1943-ban Szent-Györgyi Albert is vásárolt magának egy Vöcsököt, amellyel Algyőn a C vizsgát is letette.

## Műszaki adatok
- Szárnyfesztávolság: 11,60 m
- Hossz: 6,3 m
- Szárnyfelület: 15 m²
- Üres tömeg: 110 kg
- Normál felszálló tömeg: 195 kg
- Szárny felületi terhelése: 13 kg/m²
- Legjobb siklószám: 15
- Legkisebb merülősebesség: 0,9 m/s